# Eike Mühlenfeld
Eike Mühlenfeld (* 3. März 1938 in Hannover; † 29. Januar 2018 in Clausthal-Zellerfeld) war ein deutscher Physiker und Professor für Mess- und Automatisierungstechnik.

## Leben

### Jugend und Studien
Eike Mühlenfeld wurde als Sohn des Juristen, Politikers und Botschafters Hans Mühlenfeld geboren. Er besuchte das humanistische Kaiser-Wilhelm-Gymnasium in Hannover und bestand dort 1956 die Reifeprüfung. Anschließend studierte er an der Universität Göttingen und in Canberra Physik. Er schloss sich in Göttingen der Burschenschaft Hannovera an.

### Wissenschaftliche Ausbildung
Diplom in Physik an der Universität Göttingen 1963. Promotion zum Dr.-Ing. an der Technischen Hochschule Hannover 1967. 

### Hochschule und Forschung
Mühlenfeld war an der Aerodynamischen Versuchsanstalt in Göttingen (1963), in der Abteilung Datenverarbeitung der Gruppe Messtechnik und Holographie am Institut für Schwingungsforschung in Tübingen (Fraunhofer-Gesellschaft München) (1964) und danach am Institut für Informationsverarbeitung in Technik & Biologie (FhG), Karlsruhe (heute: Fraunhofer-Institut für Optronik, Systemtechnik und Bildauswertung IOSB) wissenschaftlich tätig.
Seit 1976 war er Universitätsprofessor für Mess- und Automatisierungstechnik am Institut für Elektrische Informationstechnik, Lehrstuhl für Regeltechnik und Elektronik, der Technischen Universität Clausthal. 2003 trat er in den Ruhestand.
Sein Fachgebiet waren die Mess- und Automatisierungstechnik, komplexe technische Systeme und die auf ihnen ablaufenden Prozesse insbesondere im Hinblick auf optimale Führung hinsichtlich Material- und Energieverbrauchs, Umweltbelastung und wirtschaftlichen Nutzens; Auswertung von Mess- und Stelldaten. Sein besonderes Forschungsgebiet der Automatisierungstechnik war die Entwicklung von Expertensystemen. Mühlenfeld entwickelte u. a. ein trainierbares Expertensystem (TXPS), das zuverlässig Gussteile in beliebiger Lage auf einem Förderband erkennt. Das System kann zudem beispielsweise eingesetzt werden, um Verarbeitungsprozesse in einer Anlage bei wechselnder Zusammensetzung von Materialien zu regeln oder Spracherkennungssysteme zu trainieren. 

### Weiteres
Mühlenfeld war Mitbegründer der Firma Optromation, Gesellschaft für optoelektronische Automation mbH, Goslar. 
Seit 1963 mit Margrit, geb. Leßner, verheiratet; das Paar hatte zwei Töchter.

## Veröffentlichungen (Auswahl)
- Der Stimmgabel-Wendezeiger, 72. Stuttgarter Luftfahrtgespräch, 26. Oktober 1965.
- Dreh-Schwingkreisel, TH Hannover, F.f. Maschinenw., Dissertation 26. Januar 1967 in: Abhandlungen der Braunschweigischen Wissenschaftlichen Gesellschaft, vorgelegt von Eduard Pestel. Bd. 20, Friedr. Vieweg & Sohn, Braunschweig 1968 (Digitalisat online)
- E. Mühlenfeld und andere, Ein holographischer Assoziativspeicher für unformatierte Daten / An associative holographic memory for information retrieval, Oldenbourg, München 1976[7]
- Rechner hören und sehen: Sensoren simulieren Sinnesorgane, Computerwoche, 21. September 1979
- Robot vision by a contour sensor with associative memory, Pattern Recognition, Volume 17, Issue 1, Pages 1–176 (1984)[8]
- Die Natur dient als Vorbild: Roboter beginnen zu sehen und zu erkennen, Computerwoche, 9. November 1984 (Digitalisat online)
- E. Mühlenfeld, W. Rath: Abschlussbericht zum DFG-Vorhaben „Kontur-Wahrnehmungs-System für Blinde“, Teil 1: Bericht, Hamburg, Wiesbaden, Clausthal-Zellerfeld, 1991
- Eike Mühlenfeld und andere, Automatische Generierung von Fuzzy-Systemen mit Genetischen Algorithmen, in: Proceedings of Fuzzy Logik, Theorie und Praxis, 4. Dortmunder Fuzzy-Tage, Springer-Verlag Berlin und Heidelberg 1994, Seiten 167–174
- Fuzzy Identification And Control Of Time-Variant Processes, Kongressbeitrag: Fourth European Congress on Intelligent Techniques and Soft Computing – Aachen, Germany, September 2–5, 1996
- An expert system acquires and generalises experiences, Kongressbeitrag: Fourth International Conference on Knowledge-Based Intelligent Engineering Systems and Allied Technologies, Brighton, 2000. (IEEE Xplore Digital Library)
- Lernen und denken Sie auch so? Mensch und Automat; Shaker Verlag, Aachen 2013 (Digitalisat online,.pdf, 2,9 MB)